# アール・スウェットシャツ
アール・スウェットシャツ（英: Earl Sweatshirt、本名: Thebe Neruda Kgositsile、1994年2月24日 - ）は、アメリカ合衆国カリフォルニア州ロサンゼルス出身のラッパー、音楽プロデューサー、ソングライターである。タイラー・ザ・クリエイター率いるヒップホップグループOdd Futureのメンバーで、現在はソロアーティストとして活動している。
2009年にOdd Futureに加入。2010年に16歳でリリースしたソロデビュー・ミックステープ『Earl』で知名度を上げ、批評家から高い評価を得る。その後すぐサモアの全寮制の学校に1年半入り音楽活動を休止する。2012年にロサンゼルスに戻り、2013年にデビュー・アルバム『Doris』をリリース、全米5位を記録し批評的にも成功を収める。2015年には2作目のアルバム『I Don't Like Shit, I Don't Go Outside』をリリースした。2018年には3作目のアルバム『Some Rap Songs』をリリースし、批評家からキャリア最高の評価を得た。

## 来歴

### 生い立ち
アール・スウェットシャツことテーベ・ネルーダ・クゴシトシルはイリノイ州シカゴで、カリフォルニア大学ロサンゼルス校の法学部教授シェリル・ハリスと南アフリカの詩人で政治活動家のケオラペッツェ・キロシテイルの間に生まれる。両親はアールが8歳の時に別居した。アールはロサンゼルスのUCLA Lab SchoolとサンタモニカのNew Roads High School and Middle Schoolに通っていた。
アールがラップを始めたのは小学8年生の時だった。2008年、Sly Tendenciesという名で、MySpaceからミックステープ『Kitchen Cutlery』のトラックを投稿する。アールは友人のLoofyとJW Mijoの2人とラップトリオThe Backpackerzを結成した。彼らは『World Playground』というタイトルのミックステープをリリースする予定だったが、2009年に解散した。

### 2009年 - 2011年: Odd Future, Earl

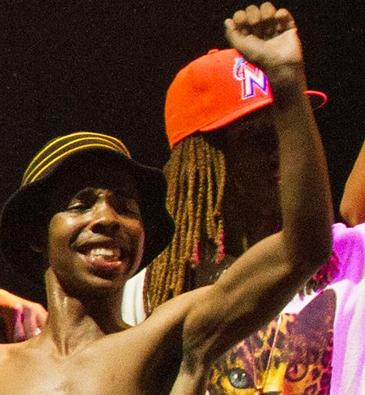
ライブでのEarl Sweatshirt（2012年）

2009年、アールがタイラー・ザ・クリエイターのファンだと本人に連絡したのをきっかけに、タイラーはMySpaceでアールの音源を発見する。その後、Sly Tendenciesの名をEarl Sweatshirtに変え、タイラーのラップグループOdd Futureに加入した。
2010年3月31日、ソロ・デビュー・ミックステープ『Earl』をフリーでリリースする。アルバムは批評家から高い評価を受け、Complex誌やGorilla vs. Bearなどが年間ベストリストの1つに選出した。
急激に知名度を上げたアールだったが、アールは音楽活動を停止せざるを得ない状況に陥る。タイラー・ザ・クリエイターが悪い影響をアールに与えているという主張をしていた母親が、アールをサモアの首都アピア郊外にある全寮制の学校コーラル・リーフ・アカデミー（Coral Reef Academy）に送ったのだ。そこは危険な状態にある少年のための療養学校であった。
入学当初、付き添いなしでトイレを使うことさえ許されなかったが、在学中はマニング・マーブルのマルコムXの伝記やリチャード・ファリーニャのカウンターカルチャー小説を読んでいた。そこでは後にオッド・フューチャーのミックステープ『The OF Tape Vol.2』に収録される「Oldie」のライムを書いている。その後、アールはFacebookからFree Earl（フリー・アール）運動を起こす。そしてアールの現在の片腕で、2パックの敏腕マネージャーで知られたレイラ・スタインバーグによってサモアから救出された。

### 2012年 - 2013年: Doris

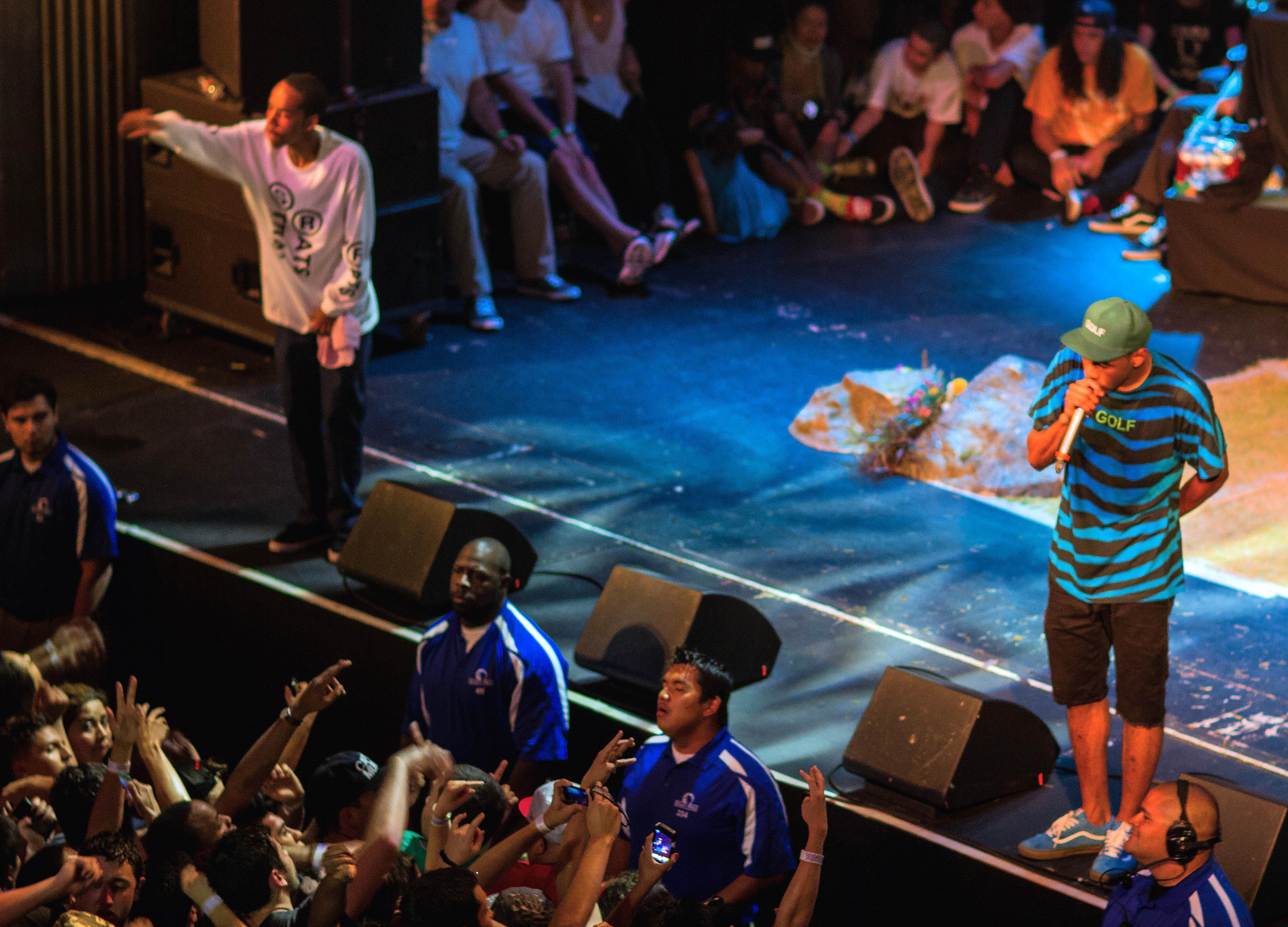
Earl SweatshirtとTyler, the Creator（2013年）

2012年2月8日、YouTubeに新曲のプレビュー映像が公開され、アールがアメリカに戻ったという噂がネット上に広まる。3月20日、Odd Futureのデビュー・アルバム『The OF Tape Vol.2』の「Oldie」のミュージックビデオが公開され、アールの姿が確認された。同日、NYでのライブに出演しパフォーマンスも披露した。4月、アールは自身のレコード・レーベル、Tan Cressida（タン・クレシダ）を設立し、コロンビア・レコードの傘下レーベルとなった。7月10日、アールはフランク・オーシャンのデビュー・アルバム『channel ORANGE』の楽曲「Super Rich Kids」に参加する。11月2日、サモアから帰国後初のソロ・シングル「Chum」をリリースする。
2013年8月20日、アールのデビューアルバム『Doris』がリリースされる。アルバムにはOdd FutureのメンバーであるDomo Genesis、Frank Ocean、Tyler, the Creatorに加え、Vince Staples、RZA、Casey Veggies、Mac Millerが参加した。アルバムはガーディアン紙やロサンゼルス・タイムズ紙などの音楽評論家から絶賛され、Billboard 200で5位、ラップ・アルバム・チャートで1位を獲得している。

### 2014年 - 2015年: I Don't Like Shit, I Don't Go Outside

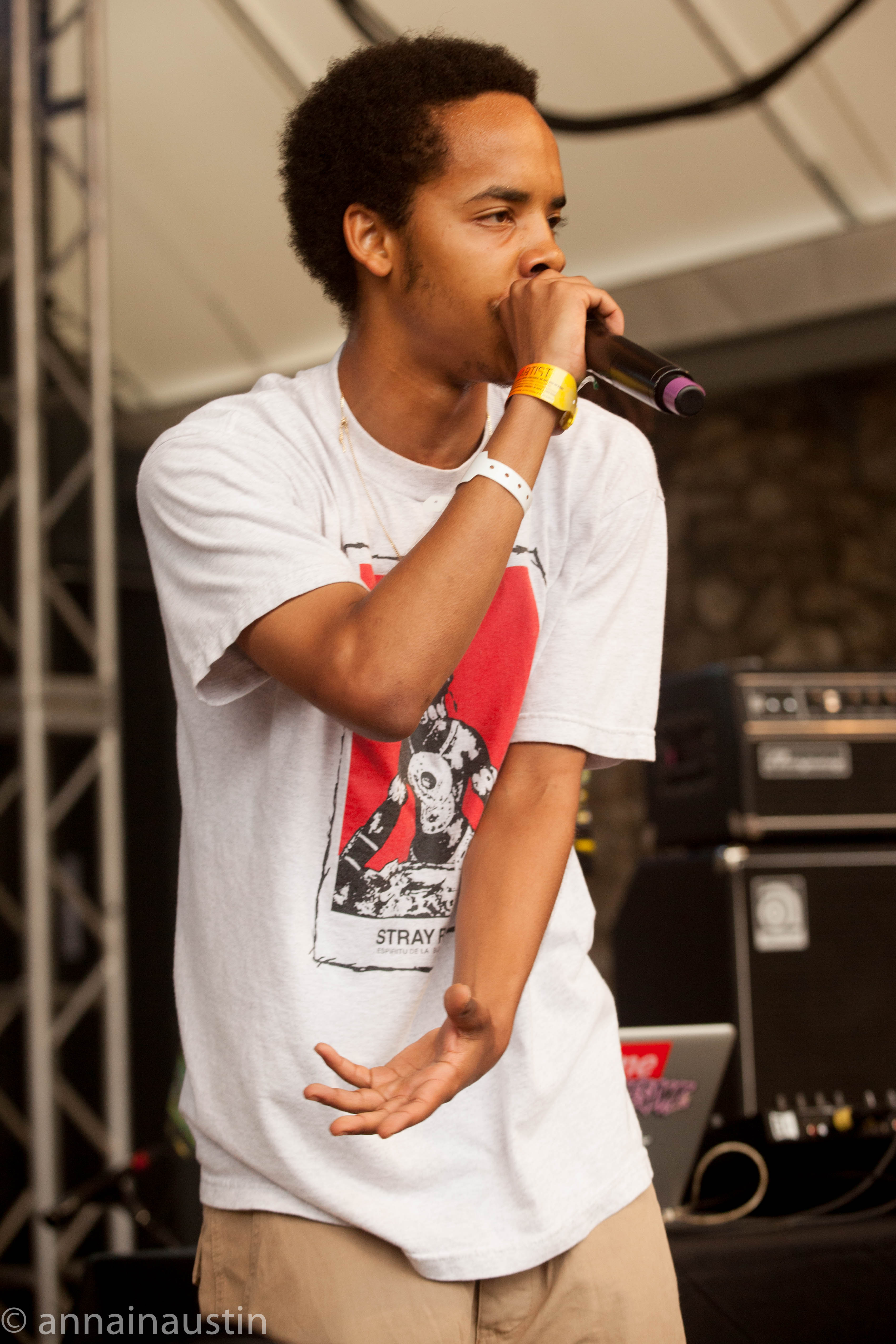
SXSWに出演するEarl Sweatshirt（2015年）

2014年11月5日、The Alchemistがプロデュースした新曲「45」を発表する。その後、アールはSoundCloudで未発表曲を披露し続けた。
2015年3月22日、2作目のアルバム『I Don't Like Shit, I Don't Go Outside』にリリースされる。アルバムのほぼ全曲がアール自身によるプロデュースされていた。アルバムは批評家から高く評価され、Complex誌やRolling Stone誌、Pitchforkなどから年間ベストアルバムの一つに選出された。
4月25日、YouTubeで10分の長さに及ぶ楽曲「Solace」を公開した。
5月28日、アールはTwitterを通じてOdd Futureからの脱退や解散を示唆する発言をして物議を醸す。タイラー・ザ・クリエイターはOdd Futureの解散を否定したが、実際にはクルーとしての活動はない状態にあった。11月14日、タイラーが主催する音楽フェスティバルのCamp Flog Gnaw 2015が開催されたがアールは登場しなかった。タイラーとアールの間に確執や対立があるのではないかと多くの憶測が飛び交うが、タイラーはフェスの翌日に「ちなみにテーベと俺は大丈夫だよ」とツイートしている。

### 2016年 - 現在: Some Rap Songs
2016年1月25日、The Alchemistがプロデュースした楽曲「Wind in My Sails」と、別名義randomblackdudeでプロデュースした楽曲「Bary」「Skrt Skrt」の3曲をSoundCloudで公開する。9月4日、Red Bull Music AcademyのアールとKnxwledgeの番組で、King Kruleがプロデュースした新曲「Death Whistles」が公開された。
2018年11月30日、3作目のアルバム『Some Rap Songs』を発表する。アルバムは父親の死をテーマにした作品で、キャリア最高の評価を獲得した。音楽メディアが発表する年間ベストリストのランキングでは、Spin誌が6位、Pitchforkが7位に選出した。Pitchforkは2010年代のディケイドリストでも27位に選出している。
2019年1月、アール・スウェットシャツは前作『Some Rap Songs』でColumbia Recordsとの契約が終了したことを報告し「自由になることに興奮している」と語った。11月1日、EP『Feet of Clay』をリリースした
2020年7月、EP『Feet of Clay』のDeluxe版をリリースした

## 音楽性

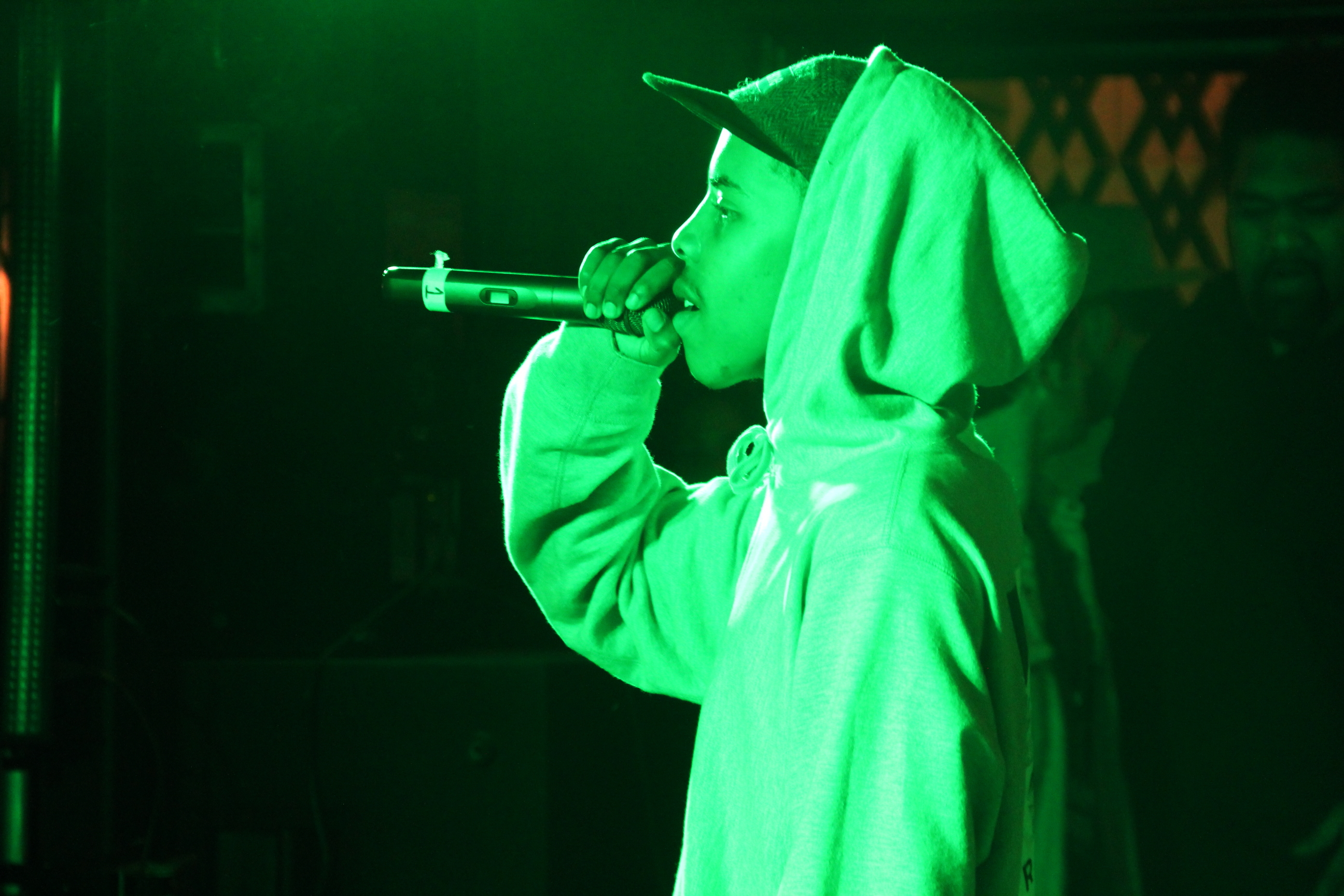
ライブでのEarl Sweatshirt（2013年）

アール・スウェットシャツは登場時「ヒップホップの神童」と呼ばれ、2011年には「ここ数年で最もエキサイティングなラッパーであり、言葉を使って何ができるのかを理解し始めたばかりの達人」と評価された。
アールのラップススタイルは「ディープ・バリトン」と分類されている声と 、緻密で高度なリズム感のある流れと韻のスキーム、広範囲にわたる詩的な言葉選びが特徴とされる。
影響を受けたアーティストとしてMF DOOM、Eminem、Jay-Z、J Dilla、Kanye West、Keith Sweat、Madlib、RZA、Paul McCartney、Clipse、 CamRonなどを挙げている。

## 人物

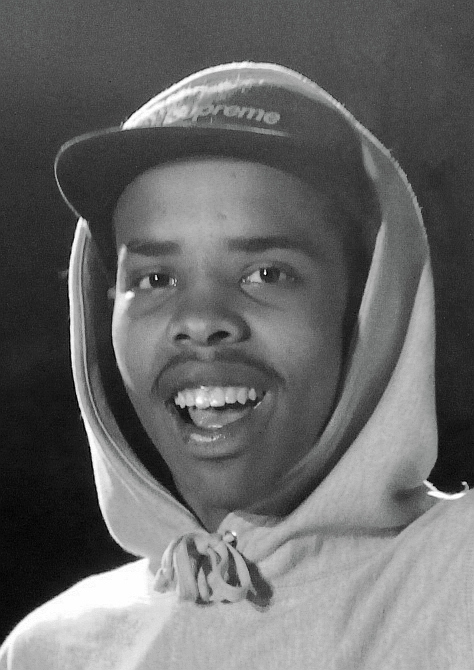
Earl Sweatshirt（2013年）

アール・スウェットシャツは現在カリフォルニア州ロサンゼルスのミッドシティに住んでいる。

### 家族
父親のケオラペッチェ・キロシテイルは南アフリカの詩人であり政治活動家であり、2018年1月3日に79歳で死去した。父親はアールの楽曲でしばしば言及されている。アールがカリフォルニア州ロサンゼルスに住んでいる間、父親は南アフリカに住んでいたため、アールの人生には存在しない「複雑な人物」として登場する。
母親のシェリル・ハリスはカリフォルニア大学ロサンゼルス校の法学部教授である。2010年、アールの麻薬癖を知った母親は、アールをサモアにある全寮制の療養学校に送った。サモアでの時間はアールがシラフに戻るきっかけとなったが、アメリカに戻った際に再発しツアー中に肺炎にかかってしまった。アールは後にOdd Futureとの時間が薬物乱用やマリファナ、リーンを愛飲するきっかけになったと認めている。

## ディスコグラフィ
主なアルバムとミックステープ
- Earl (2010年)
- Doris (2013年)
- I Don't Like Shit, I Don't Go Outside (2015年)
- Some Rap Songs (2018年)